# Caryanda triodonta
Caryanda triodonta är en insektsart som beskrevs av Fu, Peng och Z. Zheng 1994. Caryanda triodonta ingår i släktet Caryanda och familjen gräshoppor. Inga underarter finns listade i Catalogue of Life.